# 中華英雄 (1990年電視劇)
《中華英雄》（英語：The Blood Sword）是香港亞洲電視於1990年代改編馬榮成同名武打漫畫《中華英雄》的劇集，共25集，於1990年6月11日首播。劇集監製為招振強，並由後來到台灣發展的何家勁飾演華英雄一角。故事講述華家與司徒家的一段大戰。

## 演員
- 何家勁 飾 華英雄
- 羅頌華 飾 華劍雄
- 葉玉卿 飾 紫衣、潔瑜
- 楊澤霖 飾 赤煉鷹王
- 關詠荷 飾 瓊天、華文瑛
- 尹天照 飾 司徒莫問
- 關珍妮 飾 思傲
- 陳冬梅 飾 踏雪
- 劉雲峰 飾 司徒無量
- 莫家堯 飾 赤燄
- 洪志成 飾 鬼僕
- 陳植槐 飾 生奴
- 甘山
- 吳元俊  飾 赤寒（火鳥）
- 關偉倫
- 蔣金
- 譚榮傑
- 凌腓力
- 鄧德光
- 石中玉
- 陳子洪
- 鄭恕峰 飾 服部千軍

## 外部参考
- HKATV 中華英雄 節目時間表